# SUPER CAST
『SUPER CAST』（スーパー・キャスト）はZIP-FMで2022年4月4日から放送されているラジオ番組である。

## 放送・配信時間
いずれもJST。
ラジオ
- ZIP-FM 月曜 - 木曜 22:00 - 翌0:00（2025年3月31日 - ）

### 過去
ラジオ
- ZIP-FM 月曜 - 木曜 19:00 - 21:00（2022年4月4日 - 2025年3月27日）

インターネット配信
- ABEMA RADIO 月曜 - 木曜 19:00 - 21:00（2022年4月 - 2022年12月[注釈 1]）

## ナビゲーター
- 町田こーすけ

過去
- 永田レイナ（「RELAXIN' KITCHEN」内）

### 代打ナビゲーター
- 中川大輔（2022年7月20日・21日・2023年2月15日・16日）

## コーナー一覧
現在
- 「SPECIAL MIX」
- 「RR-1グランプリ」（2023年4月17日 - ）
- 「TODAY'S BUZZ UP」
- 【ショートプログラム】「RADIO SHOPPING PREMIERE」（シーエスシー）
- 「THE Debut」（月）
- 「Brand new Legend」（火）
- 「ZIP RAP BATTLE」（火）
- 「E SONGS（AUDITION）」（水）
- 「（THE Debutで採用されたコーナー）」（木）
- 「MISSION SUPER CAST」（木）
- 「TODAY'S SUPER CAST」（ゲストコーナー）
- 「テレキャス」（不定期）

過去
- 「BUZZ MUSIC」
- 「BATTLE MATCH」
- 「RELAXIN' KITCHEN」（2022年4月 - 6月の木/DAIYAME）[注釈 2]
- 「『ONE PIECE FILM RED』EPISODE RED」（2022年8月1日 - 4日）
- 「Healthy Wave」（2022年10月の木/ノバルティスファーマ）[注釈 2]
- 「EGG BOSS」（2022年11・12月の火/オムライスEGGBOARD）
- 「Cool-Xホームレスアーティスト 47都道府県生きるか死ぬか」（2022年4月5日 - 2023年5月9日の火）
- 「MYSTERIOUS」
- 「サウンドQ」
- 「SCHOOL CAST」
- 「TELEPHONE CAST」（不定期開催に変更）
- 「クイズ1分」